# Lelex limenitoides
Lelex limenitoides är en fjärilsart som beskrevs av Charles Oberthür 1890. Lelex limenitoides ingår i släktet Lelex och familjen praktfjärilar. Inga underarter finns listade i Catalogue of Life.